# 117 a.C.

## Eventos
- Lúcio Cecílio Metelo Diademado e Quinto Múcio Cévola, cônsules romanos.[1][2]